# Ducado de Villena

Escudo de Villena, (Alicante), que dio nombre al señorío de Villena, luego ducado de Villena.

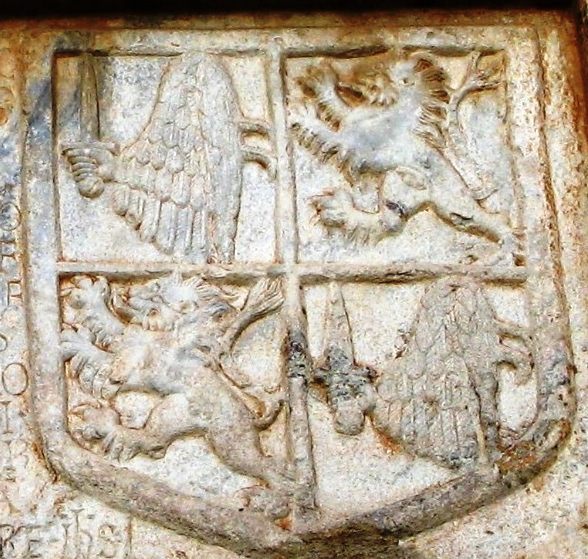
Escudo de armas de la familia Manuel, señores de señorío de Villena.

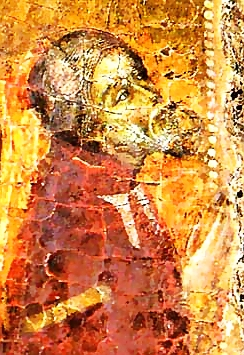
Infante Don Juan Manuel, "Duque y Príncipe de Villena".

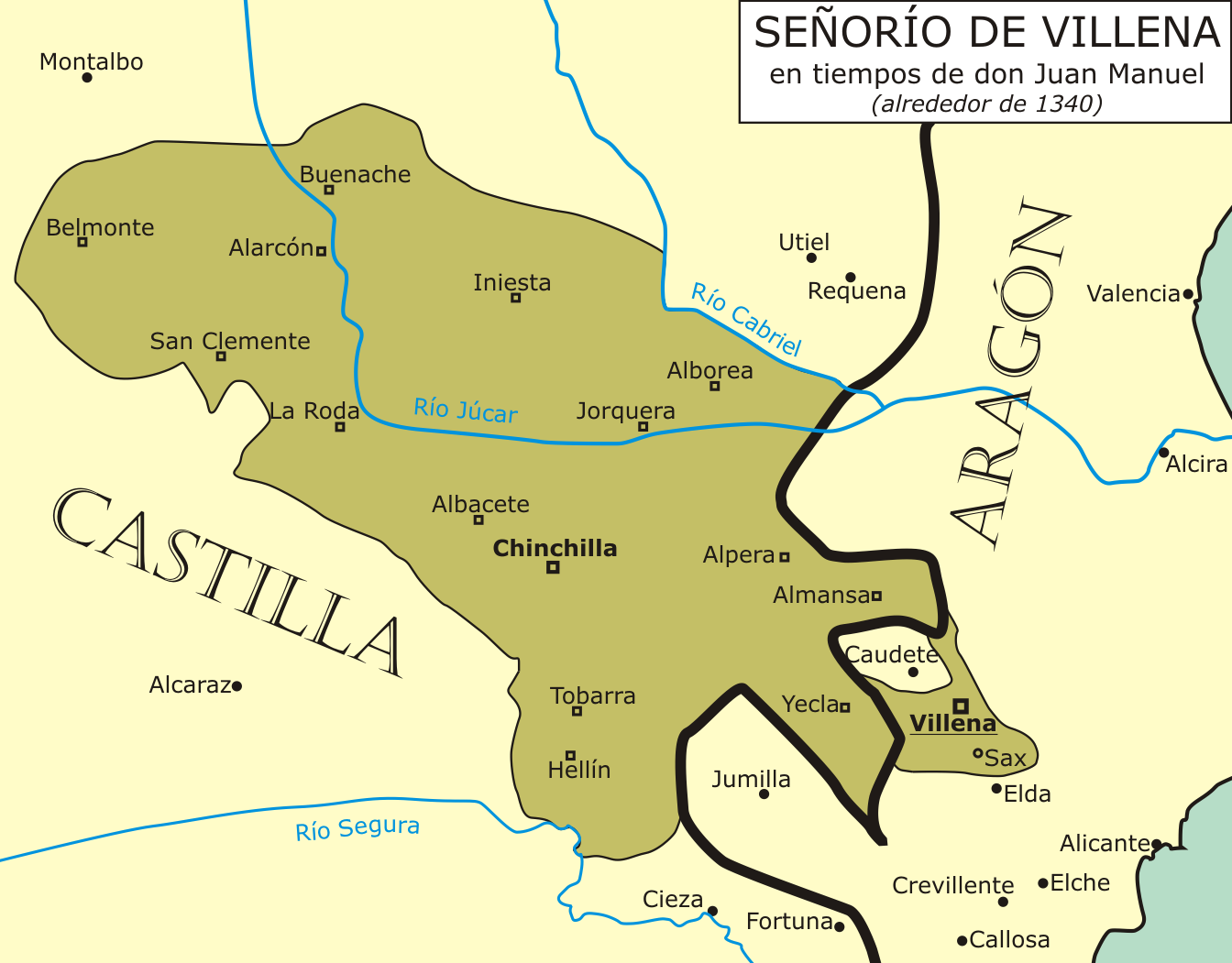
Extensión del señorío de Villena, hacia 1340.

Armas del infante de Aragón, Enrique de Trastámara, vi duque de Villena.

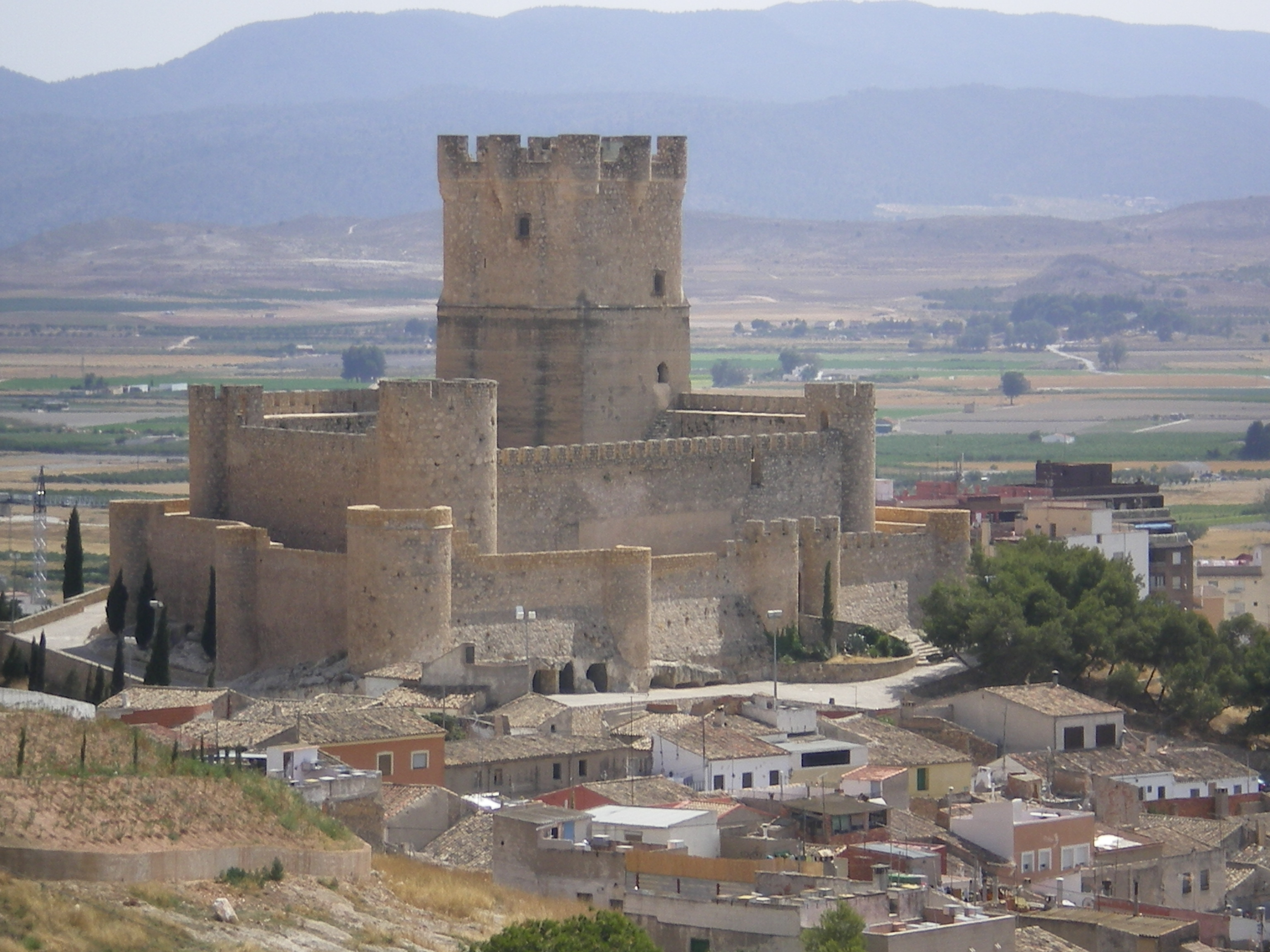
Castillo de Villena.

El ducado de Villena es un título nobiliario español de carácter histórico, creado oficialmente como título nobiliario en 1420 por el rey de Castilla Juan II a favor de su primo carnal y cuñado, Enrique de Trastámara, infante de Aragón, posiblemente con motivo del matrimonio de Enrique en 1420 con la hermana del rey, Catalina de Castilla, hija también de Enrique III.
Enrique de Trastámara era hijo de Fernando I de Aragón y de Leonor de Alburquerque, condesa de Alburquerque.
Su denominación hace referencia a la localidad de Villena, actualmente provincia de Alicante.

## Antecedentes
El señorío de Villena, se forma entre 1252, año en que muere Fernando III de Castilla, y 1256, a favor de su hijo el Manuel de Castilla, i señor de Villena, con las poblaciones de Tierra de Jorquera. Hellín, Tobarra, Almansa, Yecla, Sax y Villena, lo que fue conocido como Tierra de don Manuel. 
El sector norte del señorío, la llamada Tierra de Alarcón e Iniesta, que era tierra de realengo, fueron posteriormente incorporadas al señorío de Villena por su hijo y sucesor el infante Don Juan Manuel, ii señor de Villena.
El infante don Juan Manuel, ejerció su señorío como un auténtico príncipe soberano, intitulándose sucesivamente señor, príncipe y duque de Villena.
Aunque solo el título de señor, tenía un fundamento jurídico y territorial, en Castilla, y el único que se le ha reconocido históricamente, el hecho de intitularse también príncipe y duque de Villena, tuvo su origen en que, en el año 1333, el rey de Aragón Alfonso IV le otorgó el privilegio y rango de principado a su señorío de Villena, y posteriormente Pedro IV de Aragón, le otorgó el título de duque en 1336.
Es en 1409, cuando se vuelve a conceder el señorío de Villena, por el rey de Castilla, Juan II, a su hermana la infanta María de Castilla con rango de ducado. Por el matrimonio de la infanta con Alfonso el Magnánimo perdería el ducado, al ser nombrado este rey de Aragón. Enrique de Trastamara, infante de Aragón, conseguiría desposarse con la infanta Catalina, hermana del rey castellano, entregándose a él el ducado (ahora en posesión de Catalina) que ya había poseído su cuñada María. De esta forma se hará con el ducado en 1420, siendo considerado este como VI duque de Villena.

## Duques de Villena
|                                  | Titular                                    | Periodo                         |
| Creación por Pedro IV de Aragón  | Creación por Pedro IV de Aragón            | Creación por Pedro IV de Aragón |
| -------------------------------- | ------------------------------------------ | ------------------------------- |
| i                                | Don Juan Manuel                            | 1336-1348                       |
| ii                               | Fernando Manuel de Villena                 | 1348-1350                       |
| iii                              | Blanca Manuel de Villena                   | 1350-1361                       |
| iv                               | Juana Manuel de Villena, reina de Castilla | 1361-1366                       |
| ....                             | Revirtió a la Corona                       |                                 |
| Creación por Juan II de Castilla |                                            |                                 |
| v                                | María de Castilla                          | 1409-1415                       |
| vi                               | Enrique de Trastámara                      | 1420-1424                       |
| vii                              | Catalina de Castilla                       | 1424-1425                       |
| viii                             | Enrique de Castilla                        | 1436-1445                       |
| ....                             | Revirtió a la Corona                       |                                 |

## Historia de los duques de Villena
Primera época:
Infante Don Juan Manuel (1282-1348), i duque de Villena y también Príncipe de Villena y ii Señor de Villena. Era hijo de Manuel de Castilla, infante de Castilla y de León, el Señor de Villena, así como de Escalona y de Peñafiel y de Beatriz de Saboya, hija de Amadeo IV de Saboya, conde de Saboya. Era sobrino de Alfonso X el Sabio, y nieto de Fernando III el Santo. Heredó de su padre, el infante Manuel de Castilla, el señorío de Villena y usó, con esta denominación, sucesivamente, los títulos de Señor, Príncipe y Duque.
Fue, en su época, uno de los más ricos y poderosos señores de Castilla, llegando a tener su propio ejército compuesto por más de mil caballeros. Acuñó su propia moneda, como hacían los reyes y los príncipes soberanos.
Casó, en 1299, con Isabel de Mallorca y de Foix. Sin descendientes de este matrimonio.
En 1311 contrajo matrimonio con Constanza, hija del rey Jaime II de Aragón. De este matrimonio nacieron:
- Constanza Manuel de Villena, que casó con Pedro I de Portugal.
- Beatriz, que murió joven.

Después de enviudar, se casó con Blanca Núñez de Lara, hija del infante  Fernando de la Cerda, nieto de Alfonso X "El Sabio". Los hijos de este matrimonio fueron:
- Fernando Manuel de Villena, quien sucedió a su padre como señor de Escalona, de Peñafiel y de Villena, que casó con Juana de Ampúrias, hija de Ramón Berenguer de Aragón y Anjou, conde de Ampurias, quien era hijo de Jaime II de Aragón.
- Juana Manuel de Villena, señora de Escalona y Peñafiel, que casó en secreto con el infante Enrique, luego rey de Castilla como Enrique II.

Tuvo hijos fuera de matrimonio con Inés de Castañeda:
- Sancho Manuel de Villena y Castañeda
- Enrique Manuel de Villena, conde de Seia.

Segunda época :
- Enrique de Trastámara (1399-1445), vi duque de Villena, infante de Aragón, Maestre de la Orden de Santiago, conde de Alburquerque (en 1418), conde de Ampurias y conde de Segorbe (en 1436), elevado más tarde a ducado, en la persona de su hijo Enrique de Aragón y Pimentel.

Casó en 1420, con Catalina de Castilla, hija de Enrique III y de Catalina de Lancáster, infanta de Castilla y hermana de Juan II. Sin descendencia de este matrimonio.
Contrajo un segundo matrimonio en 1444 con Beatriz Pimentel, hija de Rodrigo Alonso Pimentel, ii conde de Benavente y de Leonor Enríquez de Mendoza. De este matrimonio nacieron:
- Enrique de Aragón y Pimentel, i duque de Segorbe, que casó con Guiomar de Portugal, hija de Alfonso de Portugal, i conde de Faro, ii conde de Odemira.

## Nota
El ducado de Villena revirtió a la corona, volviéndose a conceder el 12 de noviembre de 1445 por Juan II de Castilla a Juan Pacheco, con categoría de marquesado, que pasó a ser iii marqués de Villena, quien también fue nombrado i duque de Escalona.